# Svjetsko prvenstvo u nogometu – Katar 2022.
Svjetsko prvenstvo u nogometu – Katar 2022. (arap.: 2022 كأس العالم لكرة القدم, latinizirano: Kaʾs al-ʿālam li-kurat al-qadam 2022) bilo je 22. po redu svjetsko prvenstvo u nogometu, koje se održavalo u Kataru. To je drugo svjetsko prvenstvo na azijskom kontinentu nakon Svjetskog prvenstva u Južnoj Koreji i Japanu 2002., prvo u arapskom svijetu te posljednje izdanje Svjetskog prvenstva na kojem nastupaju 32 reprezentacije jer će se broj reprezentacija povećati na Svjetskom prvenstvu 2026. na 48. Zbog iznimno visokih temperatura u Kataru tijekom ljetnih mjeseci, bilo je prvo svjetsko prvenstvo koje se održavalo od sredine studenoga do sredine prosinca. Francuska je branila naslov prvaka, a Hrvatska naslov doprvaka.
Glavnog favorita prvenstva, reprezentaciju Brazila, izbacila je u četvrtfinalu Hrvatska udarcima s bijele točke s 4:2 (1:1), čime je izjednačila rekord igranja četiri utakmice SP-a bez poraza u raspucavanju s bijele točke. Također, senzacionalni pogodak Brune Petkovića u 117. minuti susreta najkasniji je izjednačujući pogodak ikada na svjetskim prvenstvima. Ovim je porazom, nakon punih 20 godina, Brazil i dalje ostao bez svjetskog odličja – to je prvi takav vremenski razmak u povijesti svjetskih prvenstava.

## Izbor domaćina
| Natjecatelji | 1. kolo | 2. kolo | 3. kolo | 4. kolo |
| ------------ | ------- | ------- | ------- | ------- |
| Katar        | 11      | 10      | 11      | 14      |
| SAD          | 3       | 5       | 6       | 8       |
| Južna Koreja | 4       | 5       | 5       | –       |
| Japan        | 3       | 2       | –       | –       |
| Australija   | 1       | –       | –       | –       |

Napomena: Trebalo je imati apsolutnu većinu, što odgovara 12 glasova. Dok taj uvjet nije postignut, ispada po krugu kandidata s najmanje glasova.
FIFA je 2. prosinca 2010. objavila rezultate glasovanja.

## Moguće proširenje
Dana 12. travnja 2018. južnoamerička nogometna konfederacija (CONMEBOL) izrazila je želju FIFA–ina proširenja broj momčadi na Svjetskom prvenstvu 2022. s 32 na 48 i to četiri godine prije Svjetskoga prvenstva 2026. kada je proširenje natjecanja prvobitno bilo planirano. Predsjednik FIFA-e Gianni Infantino izrazio je spremnost na razmotranje zahtjeva. Međutim, Kongres FIFA-e odbio je zahtjev neposredno prije početka Svjetskoga prvenstva u Rusiji 2018. Infantino je rekao da svjetsko nogometno upravno tijelo neće raspravljati o mogućnosti održavanja Svjetskog prvenstva s 48 momčadi te da će o tome prvo porazgovarati sa zemljom domaćinom.
U ožujku 2019., „FIFA-ina studija izvedivosti” zaključila je kako je moguće proširiti turnir na 48 momčadi, no uz pomoć „jedne ili više” susjednih zemalja i „dva do četiri dodatna stadiona”. FIFA je također izjavila da „iako ne može isključiti pravni postupak od gubitka domaćina promjenom formata turnira, studija kaže da je 'zaključila da je rizik nizak'.” FIFA i Katar bi istražili moguće zajedničke prijedloge koje bi kasnije u lipnju podnijeli Vijeću FIFA-e i Kongresu FIFA-e. Da se podnio zajednički prijedlog, savezi članice FIFA-e glasale bi o konačnoj odluci na 69. kongresu FIFA-e u Parizu do 5. lipnja. Dana 22. svibnja FIFA je objavila kako neće proširivati broj momčadi na turniru.

## Kvalifikacije
FIFA-inih šest kontinentalnih konfederacija organiziraju vlastito kvalifikacijsko natjecanje te svih 211 FIFA-inih članica mogu sudjelovati u kvalifikacijama. Reprezentaciji Katara je kao domaćinu automatski omogućeno sudjelovanje na prvenstvu, međutim moraju sudjelovati u azijskim kvalifikacijama budući da prva dva kruga također služe kao kvalifikacije za Azijski kup 2023. godine. Također, aktualni svjetski prvaci, Francuska, za plasman na ovo svjetsko prvenstvo mora odigrati kvalifikacije. 
Na sastanku izvršnog odbora FIFA-e 30. svibnja 2015. u Zürichu potvrđen je broj osiguranih mjesta za svaku konfederaciju. Odlučeno je zadržati istu raspodjelu kao i na prethodna 4 svjetska prvenstva:
- CAF (Afrika): 5 mjesta
- AFC (Azija): 4,5 mjesta (ne računajući domaćina)
- UEFA (Europa): 13 mjesta
- CONCACAF (Sjeverna i Srednja Amerika te Karibi): 3,5 mjesta
- OFC (Oceanija): 0,5 mjesta
- CONMEBOL (Južna Amerika): 4,5 mjesta

Prva kvalifikacijska utakmica odigrana je u lipnju 2019. godine te je bila dio Azijskih kvalifikacija, u kojoj je reprezentacija Mongolije svladala reprezentaciju Bruneja rezultatom 2:0.

### Rusko sudjelovanje
Dana 9. prosinca 2019. Svjetska antidopinška agencija (WADA) dodijelila je Rusiji četverogodšinju zabranu nastupanja na svim velikim sportskim događajima, međutim Ruska reprezentacija je mogla sudjelovati u kvalifikacijama jer se zabrana odnosi samo na završne turnire. No, da se i kvalificirala na svjetsko prvenstvo ne bi mogla nastupati pod ruskim imenom i zastavom, jer bi zabrana istekla 16. prosinca 2022., odnosno 2 dana prije završetka natjecanja.
Sudjelovanje Rusije ponovno je dovedeno u sumnju nakon ruske invazije na Ukrajinu 24. veljače 2022., te su tri momčadi na ruskom kvalifikacijskom putu – Češka, Poljska i Švedska – priopćile da ne žele igrati bilo kakve utakmice na ruskom teritoriju. Dana 28. veljače 2022. FIFA je do daljnjega odlučila suspendirati Rusiju iz svih međunarodnih natjecanja, samim time oduzevši joj i pravo nastupa na prvenstvu.

## Kvalificirane momčadi
██ Kvalificirala se
██ Nije se kvalificirala
██ Nije sudjelovala u kvalifikacijama ili je suspendirana
██ Nije član FIFA-e
| Momčad            | Kvalificirana kao                                          | Datum osiguravanja kvalifikacije | Broj prijašnjih nastupa | Broj nastupa u nizu | Zadnji nastup | Najbolji plasman      |
| ----------------- | ---------------------------------------------------------- | -------------------------------- | ----------------------- | ------------------- | ------------- | --------------------- |
| Katar             | Domaćin                                                    | 2. prosinca 2010.                | 0                       | 1                   | –             |                       |
| Njemačka          | Prvo mjesto u grupi J UEFA-inih kvalifikacija              | 11. listopada 2021.              | 19                      | 18                  | 2018.         | Prvaci (4)            |
| Danska            | Prvo mjesto u grupi F UEFA-inih kvalifikacija              | 12. listopada 2021.              | 5                       | 2                   | 2018.         | Četvrtfinale (1998.)  |
| Brazil            | Prvo mjesto u CONMEBOL-ovih kvalifikacijama                | 11. studenoga 2021.              | 21                      | 22                  | 2018.         | Prvaci (5)            |
| Francuska         | Prvo mjesto u grupi D UEFA-inih kvalifikacija              | 13. studenoga 2021.              | 15                      | 7                   | 2018.         | Prvaci (2)            |
| Belgija           | Prvo mjesto u grupi E UEFA-inih kvalifikacija              | 13. studenoga 2021.              | 13                      | 3                   | 2018.         | Treće mjesto (2018.)  |
| Hrvatska          | Prvo mjesto u grupi H UEFA-inih kvalifikacija              | 14. studenoga 2021.              | 5                       | 3                   | 2018.         | Doprvaci (2018.)      |
| Španjolska        | Prvo mjesto u grupi B UEFA-inih kvalifikacija              | 14. studenoga 2021.              | 15                      | 12                  | 2018.         | Prvaci (2010.)        |
| Srbija            | Prvo mjesto u grupi A UEFA-inih kvalifikacija              | 14. studenoga 2021.              | 12                      | 2                   | 2018.         | Četvrto mjesto (2)    |
| Engleska          | Prvo mjesto u grupi I UEFA-inih kvalifikacija              | 15. studenoga 2021.              | 15                      | 7                   | 2018.         | Prvaci (1966.)        |
| Švicarska         | Prvo mjesto u grupi C UEFA-inih kvalifikacija              | 15. studenoga 2021.              | 11                      | 5                   | 2018.         | Četvrtfinale (3)      |
| Nizozemska        | Prvo mjesto u grupi G UEFA-inih kvalifikacija              | 16. studenoga 2021.              | 10                      | 4                   | 2014.         | Drugo mjesto (3)      |
| Argentina         | Drugo mjesto CONMEBOL-ovih kvalifikacijama                 | 16. studenoga 2021.              | 17                      | 13                  | 2018.         | Prvaci (2)            |
| Iran              | Prvo mjesto u grupi A AFC-ovih kvalifikacija               | 27. siječnja 2022.               | 5                       | 2                   | 2018.         | Grupna faza (5)       |
| Južna Koreja      | Drugo mjesto u grupi A AFC-ovih kvalifikacija              | 1. veljače 2022.                 | 10                      | 9                   | 2018.         | Polufinale (2002.)    |
| Japan             | Drugo mjesto u grupi B AFC-ovih kvalifikacija              | 24. ožujka 2022.                 | 6                       | 6                   | 2018.         | Osmina finala (3)     |
| Saudijska Arabija | Prvo mjesto u grupi B AFC-ovih kvalifikacija               | 24. ožujka 2022.                 | 5                       | 4                   | 2018.         | Osmina finala (1994.) |
| Ekvador           | Četvrto mjesto CONMEBOL-ovih kvalifikacijama               | 24. ožujka 2022.                 | 3                       | 2                   | 2014.         | Osmina finala (2006.) |
| Urugvaj           | Treće mjesto CONMEBOL-ovih kvalifikacijama                 | 24. ožujka 2022.                 | 13                      | 10                  | 2018.         | Prvaci (2)            |
| Kanada            | Prvo mjesto CONCACAF-ovih kvalifikacijama                  | 27. ožujka 2022.                 | 1                       | 0                   | 1986.         | Grupna faza (1986.)   |
| Gana              | Jedan od pobjednika trećega kruga CAF-ovih kvalifikacijama | 29. ožujka 2022.                 | 3                       | 3                   | 2014.         | Četvrtfinale (2010.)  |
| Senegal           | Jedan od pobjednika trećega kruga CAF-ovih kvalifikacijama | 29. ožujka 2022.                 | 2                       | 0                   | 2018.         | Četvrtfinale (2002.)  |
| Portugal          | Pobjednik UEFA-ine staze C doigravanja                     | 29. ožujka 2022.                 | 7                       | 5                   | 2018.         | Treće mjesto (1966.)  |
| Poljska           | Pobjednik UEFA-ine staze B doigravanja                     | 29. ožujka 2022.                 | 5                       | 3                   | 2018.         | Grupna faza (5)       |
| Tunis             | Jedan od pobjednika trećega kruga CAF-ovih kvalifikacijama | 29. ožujka 2022.                 | 5                       | 2                   | 2018.         | Grupna faza (5)       |
| Maroko            | Jedan od pobjednika trećega kruga CAF-ovih kvalifikacijama | 29. ožujka 2022.                 | 5                       | 2                   | 2018.         | Osmina finala (1986.) |
| Kamerun           | Jedan od pobjednika trećega kruga CAF-ovih kvalifikacijama | 29. ožujka 2022.                 | 7                       | 4                   | 2014.         | Osmina finala (1990.) |
| SAD               | Treće mjesto u CONCACAF-ovim kvalifikacijama               | 30. ožujka 2022.                 | 10                      | 7                   | 2014.         | Treće mjesto (1930.)  |
| Meksiko           | Drugo mjesto u CONCACAF-ovim kvalifikacijama               | 30. ožujka 2022.                 | 16                      | 14                  | 2018.         | Četvrtfinale (2)      |
| Wales             | Pobjednik UEFA-ine staze A doigravanja                     | 5. lipnja 2022.                  | 2                       | 1                   | 1958.         | Četvrtfinale (1958.)  |
| Australija        | Pobjednik doigravanja AFC-a i CONMEBOL-a                   | 13. lipnja 2022.                 | 6                       | 4                   | 2018.         | Osmina finala (2006.) |
| Kostarika         | Pobjednik doigravanja CONCACAF-a i OFC-a                   | 14. lipnja 2022.                 | 5                       | 2                   | 2018.         | Četvrtfinale (2014.)  |

## Suci
FIFA je 19. svibnja 2022. objavila popis 36 sudaca, 69 pomoćnih sudaca i 24 VAR suca za ovo natjecanje. Od 36 sudaca dvoje su iz Argentine, Brazila, Engleske i Francuske.
Po prvi put sutkinje i pomoćne sutkinje će suditi utakmice na nogometnom svjetskom prvenstvu za muškarce. To su Stéphanie Frappart iz Francuske, Salima Mukansanga iz Ruande i Yoshimi Yamashita iz Japana. Njima će se pridružiti i tri pomoćne sutkinje. Frappart je prethodno sudila finale Svjetskom prvenstvu 2019. za žene.

## Sastavi
Konačni popis igrača svake reprezentacije mora brojati od 23 do 26 igrača  te mora biti objavljen do 13. studenoga 2022.

## Gradovi domaćini
FIFA je prvotno objavila popis od 12 stadiona na kojima će se održati prvenstvo, međutim broj je kasnije smanjen na 8 stadiona.
| Lusail                 | Al Khor               | Doha                           | Doha               |
| ---------------------- | --------------------- | ------------------------------ | ------------------ |
| Stadion Lusail Iconic  | Stadion Al Bayt       | Stadion 974                    | Stadion Al Thumama |
| Kapacitet: 80 000      | Kapacitet: 60 000     | Kapacitet: 40 000              | Kapacitet: 40 000  |
| Al Rayyan              | Al Rayyan             | Al Rayyan                      | Al Wakrah          |
| Stadion Education City | Stadion Ahmad bin Ali | Međunarodni stadion Khalifa    | Stadion Al Janoub  |
| Kapacitet: 45 350      | Kapacitet: 44 740     | Kapacitet: 40 000 (nadograđen) | Kapacitet: 40 000  |

## Ždrijeb
Završno izvlačenje skupina održano je u izložbenom i kongresnom centru u Dohi 1. travnja 2022. u 19 sati po mjesnom vremenu (SEV+2).
Za ždrijeb, 32 momčadi bile su raspoređene u četiri jakosne skupine na temelju FIFA-ine ljestvice od 31. ožujka 2022.:
| Skupina 1 | Skupina 2 | Skupina 3                                                                                                   | Skupina 4 |
| --- | --- | --- | --- |
| Katar (51.) (domaćin) Brazil (1.) Belgija (2.) Francuska (3.) Argentina (4.) Engleska (5.) Španjolska (7.) Portugal (8.) | Meksiko (9.) Nizozemska (10.) Danska (11.) Njemačka (12.) Urugvaj (13.) Švicarska (14.) SAD (15.) Hrvatska (16.) | Senegal (20.) Iran (21.) Japan (23.) Maroko (24.) Srbija (25.) Poljska (26.) Južna Koreja (29.) Tunis (35.) | Wales (18.) (Pobjednik UEFA-ine staze A doigravanja) Kostarika (31.) (Pobjednik doigravanja CONCACAF-a i OFC-a) Kamerun (37.) Kanada (38.) Australija (42.) (Pobjednik doigravanja AFC-a i CONMEBOL-a) Ekvador (46.) Saudijska Arabija (49.) Gana (60.) |

Objašnjenje: Prva skupina sadržavala je domaćine Katar (koji su automatski bili postavljeni na mjesto A1) i sedam najboljih momčadi. Druga skupina sadržavala je najboljih osam momčadi, kao i u skupini 3. Skupina 4 sadržavala je pet najniže rangiranih momčadi, s rezerviranim mjesta za dva pobjednika međukontinentskih doigravanja [AFC (UAE/Australija) / CONMEBOL (Peru); CONCACAF (Kostarika) / OFC (Novi Zeland)] te pobjednika UEFA-ine A staze (Wales / Ukrajina/Škotska). Time je to bio prvi ždrijeb svjetskoga prvenstva u povijesti u kojemu nisu bile poznate sve sudionice. Ekipe iz iste konfederacije nisu mogle biti izvučene u istu skupinu, uz iznimku UEFA-inih momčadi, kod kojih su mogle biti izvučene i dvije momčadi u skupini. Ždrijeb je započeo sa skupinom 1 i završio sa skupinom 4, pri čemu je svaka odabrana momčad raspoređena u prvu dostupnu skupinu po abecednomu redu.

## Natjecanje po skupinama

### Skupina A
| Poz. | Momčad     | U | P | N | I | G+ | G- | G+/− | Bod. | Nastavak natjecanja     |
| ---- | ---------- | - | - | - | - | -- | -- | ---- | ---- | ----------------------- |
| 1.   | Nizozemska | 3 | 2 | 1 | 0 | 5  | 1  | +4   | 7    | plasman u osminu finala |
| 2.   | Senegal    | 3 | 2 | 0 | 1 | 5  | 4  | +1   | 6    | plasman u osminu finala |
| 3.   | Ekvador    | 3 | 1 | 1 | 1 | 4  | 3  | +1   | 4    |                         |
| 4.   | Katar      | 3 | 0 | 0 | 3 | 1  | 7  | –6   | 0    |                         |

| 20. studenoga 2022. 17:00 SEV |             |                          |                                                                        |
| Katar                         | 0:2         | Ekvador                  | Stadion Al Bayt, Al Khor Broj gledatelja: 67.372 Sudac: Daniele Orsato |
|                               | (izvještaj) | Valencia 16' (pen.), 31' | Stadion Al Bayt, Al Khor Broj gledatelja: 67.372 Sudac: Daniele Orsato |

| 21. studenoga 2022. 17:00 SEV |             |                          |                                                                        |
| Senegal                       | 0:2         | Nizozemska               | Stadion Al Thumama, Doha Broj gledatelja: 41.721 Sudac: Wilton Sampaio |
|                               | (izvještaj) | Gakpo 84' Klaassen 90+9' | Stadion Al Thumama, Doha Broj gledatelja: 41.721 Sudac: Wilton Sampaio |

| 25. studenoga 2022. 14:00 SEV |             |                                   |                                                                       |
| Katar                         | 1:3         | Senegal                           | Stadion Al Thumama, Doha Broj gledatelja: 41.797 Sudac: Antonio Mateu |
| Muntari 78'                   | (izvještaj) | Dia 41' Diédhiou 48' B. Dieng 84' | Stadion Al Thumama, Doha Broj gledatelja: 41.797 Sudac: Antonio Mateu |

| 25. studenoga 2022. 17:00 SEV |             |              |                                                                                   |
| Nizozemska                    | 1:1         | Ekvador      | Međunarodni stadion Khalifa, Doha Broj gledatelja: 44.833 Sudac: Mustapha Ghorbal |
| Gakpo 6'                      | (izvještaj) | Valencia 48' | Međunarodni stadion Khalifa, Doha Broj gledatelja: 44.833 Sudac: Mustapha Ghorbal |

| 29. studenoga 2022. 16:00 SEV |             |                                  |                                                                                 |
| Ekvador                       | 1:2         | Senegal                          | Međunarodni stadion Khalifa, Doha Broj gledatelja: 44.569 Sudac: Clément Turpin |
| Caicedo 67'                   | (izvještaj) | I. Sarr 44' (pen.) Koulibaly 70' | Međunarodni stadion Khalifa, Doha Broj gledatelja: 44.569 Sudac: Clément Turpin |

| 29. studenoga 2022. 16:00 SEV |             |       |                                                                     |
| Nizozemska                    | 2:0         | Katar | Stadion Al Bayt, Doha Broj gledatelja: 66.784 Sudac: Bakary Gassama |
| Gakpo 26' F. de Jong 49'      | (izvještaj) |       | Stadion Al Bayt, Doha Broj gledatelja: 66.784 Sudac: Bakary Gassama |

### Skupina B
| Poz. | Momčad   | U | P | N | I | G+ | G- | G+/− | Bod. | Nastavak natjecanja     |
| ---- | -------- | - | - | - | - | -- | -- | ---- | ---- | ----------------------- |
| 1.   | Engleska | 3 | 2 | 1 | 0 | 9  | 2  | +7   | 7    | plasman u osminu finala |
| 2.   | SAD      | 3 | 1 | 2 | 0 | 2  | 1  | +1   | 5    | plasman u osminu finala |
| 3.   | Iran     | 3 | 1 | 0 | 2 | 4  | 7  | –3   | 3    |                         |
| 4.   | Wales    | 3 | 0 | 1 | 2 | 1  | 6  | –5   | 1    |                         |

| 21. studenoga 2022. 14:00 SEV                                         |             |                           |                                                                                |
| Engleska                                                              | 6:2         | Iran                      | Međunarodni stadion Khalifa, Doha Broj gledatelja: 45.334 Sudac: Raphael Claus |
| Bellingham 35' Saka 43', 62' Sterling 45+1' Rashford 71' Grealish 89' | (izvještaj) | Taremi 65', 90+13' (pen.) | Međunarodni stadion Khalifa, Doha Broj gledatelja: 45.334 Sudac: Raphael Claus |

| 21. studenoga 2022. 20:00 SEV |             |                 |                                                                                       |
| SAD                           | 1:1         | Wales           | Stadion Ahmad bin Ali, Al Rayyan Broj gledatelja: 43.418 Sudac: Abdulrahman Al-Jassim |
| Weah 36'                      | (izvještaj) | Bale 82' (pen.) | Stadion Ahmad bin Ali, Al Rayyan Broj gledatelja: 43.418 Sudac: Abdulrahman Al-Jassim |

| 25. studenoga 2022. 11:00 SEV |             |                               |                                                                               |
| Wales                         | 0:2         | Iran                          | Stadion Ahmad bin Ali, Al Rayyan Broj gledatelja: 40.875 Sudac: Mario Escobar |
|                               | (izvještaj) | Cheshmi 90+8' Rezaeian 90+11' | Stadion Ahmad bin Ali, Al Rayyan Broj gledatelja: 40.875 Sudac: Mario Escobar |

| 25. studenoga 2022. 18:00 SEV |             |     |                                                                          |
| Engleska                      | 0:0         | SAD | Stadion Al Bayt, Al Khor Broj gledatelja: 68.463 Sudac: Jesus Valenzuela |
|                               | (izvještaj) |     | Stadion Al Bayt, Al Khor Broj gledatelja: 68.463 Sudac: Jesus Valenzuela |

| 29. studenoga 2022. 20:00 SEV |             |                             |                                                                               |
| Wales                         | 0:3         | Engleska                    | Stadion Ahmad bin Ali, Al Rayyan Broj gledatelja: 44.297 Sudac: Slavko Vinčić |
|                               | (izvještaj) | Rashford 50', 68' Foden 51' | Stadion Ahmad bin Ali, Al Rayyan Broj gledatelja: 44.297 Sudac: Slavko Vinčić |

| 29. studenoga 2022. 20:00 SEV |             |             |                                                                             |
| Iran                          | 0:1         | SAD         | Stadion Al Thumama, Doha Broj gledatelja: 42.127 Sudac: Antonio Mateu Lahoz |
|                               | (izvještaj) | Pulišić 38' | Stadion Al Thumama, Doha Broj gledatelja: 42.127 Sudac: Antonio Mateu Lahoz |

### Skupina C
| Poz. | Momčad            | U | P | N | I | G+ | G- | G+/− | Bod. | Nastavak natjecanja     |
| ---- | ----------------- | - | - | - | - | -- | -- | ---- | ---- | ----------------------- |
| 1.   | Argentina         | 3 | 2 | 0 | 1 | 5  | 2  | +3   | 6    | plasman u osminu finala |
| 2.   | Poljska           | 3 | 1 | 1 | 1 | 2  | 2  | 0    | 4    | plasman u osminu finala |
| 3.   | Meksiko           | 3 | 1 | 1 | 1 | 2  | 3  | –1   | 4    |                         |
| 4.   | Saudijska Arabija | 3 | 1 | 0 | 2 | 3  | 5  | –2   | 3    |                         |

| 22. studenoga 2022. 11:00 SEV |             |                                 |                                                                            |
| Argentina                     | 1:2         | Saudijska Arabija               | Stadion Lusail Iconic, Lusail Broj gledatelja: 88.012 Sudac: Slavko Vinčić |
| Messi 10' (pen.)              | (izvještaj) | Al-Shehri 48' S. Al-Dawsari 53' | Stadion Lusail Iconic, Lusail Broj gledatelja: 88.012 Sudac: Slavko Vinčić |

| 22. studenoga 2022. 17:00 SEV |             |         |                                                              |
| Meksiko                       | 0:0         | Poljska | Stadion 974, Doha Broj gledatelja: 39.369 Sudac: Chris Beath |
|                               | (izvještaj) |         | Stadion 974, Doha Broj gledatelja: 39.369 Sudac: Chris Beath |

| 26. studenoga 2022. 14:00 SEV |             |                   |                                                                                 |
| Poljska                       | 2:0         | Saudijska Arabija | Stadion Education City, Al Rayyan Broj gledatelja: 44.259 Sudac: Wilton Sampaio |
| Zieliński 39' Lewandowski 82' | (izvještaj) |                   | Stadion Education City, Al Rayyan Broj gledatelja: 44.259 Sudac: Wilton Sampaio |

| 26. studenoga 2022. 20:00 SEV |             |         |                                                                             |
| Argentina                     | 2:0         | Meksiko | Stadion Lusail Iconic, Lusail Broj gledatelja: 88.966 Sudac: Daniele Orsato |
| Messi 64' Fernández 87'       | (izvještaj) |         | Stadion Lusail Iconic, Lusail Broj gledatelja: 88.966 Sudac: Daniele Orsato |

| 30. studenoga 2022. 20:00 SEV |             |                              |                                                                 |
| Poljska                       | 0:2         | Argentina                    | Stadion 974, Doha Broj gledatelja: 44.089 Sudac: Danny Makkelie |
|                               | (izvještaj) | Mac Allister 46' Álvarez 67' | Stadion 974, Doha Broj gledatelja: 44.089 Sudac: Danny Makkelie |

| 30. studenoga 2022. 20:00 SEV |             |                       |                                                                             |
| Saudijska Arabija             | 1:2         | Meksiko               | Stadion Lusail Iconic, Lusail Broj gledatelja: 84.885 Sudac: Michael Oliver |
| S. Al-Dawsari 90+5'           | (izvještaj) | Martín 47' Chávez 52' | Stadion Lusail Iconic, Lusail Broj gledatelja: 84.885 Sudac: Michael Oliver |

### Skupina D
| Poz. | Momčad     | U | P | N | I | G+ | G- | G+/− | Bod. | Nastavak natjecanja     |
| ---- | ---------- | - | - | - | - | -- | -- | ---- | ---- | ----------------------- |
| 1.   | Francuska  | 3 | 2 | 0 | 1 | 6  | 3  | +3   | 6    | plasman u osminu finala |
| 2.   | Australija | 3 | 2 | 0 | 1 | 3  | 4  | –1   | 6    | plasman u osminu finala |
| 3.   | Tunis      | 3 | 1 | 1 | 1 | 1  | 1  | 0    | 4    |                         |
| 4.   | Danska     | 3 | 0 | 1 | 2 | 1  | 3  | –2   | 1    |                         |

| 22. studenoga 2022. 14:00 SEV |             |       |                                                                                     |
| Danska                        | 0:0         | Tunis | Stadion Education City, Al Rayyan Broj gledatelja: 42.925 Sudac: César Arturo Ramos |
|                               | (izvještaj) |       | Stadion Education City, Al Rayyan Broj gledatelja: 42.925 Sudac: César Arturo Ramos |

| 22. studenoga 2022. 20:00 SEV         |             |            |                                                                          |
| Francuska                             | 4:1         | Australija | Stadion Al Janoub, Al Wakrah Broj gledatelja: 40.875 Sudac: Victor Gomes |
| Rabiot 27' Giroud 32', 71' Mbappé 68' | (izvještaj) | Goodwin 9' | Stadion Al Janoub, Al Wakrah Broj gledatelja: 40.875 Sudac: Victor Gomes |

| 26. studenoga 2022. 11:00 SEV |             |            |                                                                            |
| Tunis                         | 0:1         | Australija | Stadion Al Janoub, Al Wakrah Broj gledatelja: 41.823 Sudac: Daniel Siebert |
|                               | (izvještaj) | Duke 23'   | Stadion Al Janoub, Al Wakrah Broj gledatelja: 41.823 Sudac: Daniel Siebert |

| 26. studenoga 2022. 17:00 SEV |             |                    |                                                                   |
| Francuska                     | 2:1         | Danska             | Stadion 974, Doha Broj gledatelja: 42.860 Sudac: Szymon Marciniak |
| Mbappé 61', 86'               | (izvještaj) | A. Christensen 68' | Stadion 974, Doha Broj gledatelja: 42.860 Sudac: Szymon Marciniak |

| 30. studenoga 2022. 16:00 SEV |             |        |                                                                              |
| Australija                    | 1:0         | Danska | Stadion Al Janoub, Al Wakrah Broj gledatelja: 41.232 Sudac: Mustapha Ghorbal |
| Leckie 60'                    | (izvještaj) |        | Stadion Al Janoub, Al Wakrah Broj gledatelja: 41.232 Sudac: Mustapha Ghorbal |

| 30. studenoga 2022. 16:00 SEV |             |           |                                                                                 |
| Tunis                         | 1:0         | Francuska | Stadion Education City, Al Rayyan Broj gledatelja: 43.627 Sudac: Matthew Conger |
| Khazri 58'                    | (izvještaj) |           | Stadion Education City, Al Rayyan Broj gledatelja: 43.627 Sudac: Matthew Conger |

### Skupina E
| Poz. | Momčad     | U | P | N | I | G+ | G- | G+/− | Bod. | Nastavak natjecanja     |
| ---- | ---------- | - | - | - | - | -- | -- | ---- | ---- | ----------------------- |
| 1.   | Japan      | 3 | 2 | 0 | 1 | 4  | 3  | +1   | 6    | plasman u osminu finala |
| 2.   | Španjolska | 3 | 1 | 1 | 1 | 9  | 3  | +6   | 4    | plasman u osminu finala |
| 3.   | Njemačka   | 3 | 1 | 1 | 1 | 6  | 5  | +1   | 4    |                         |
| 4.   | Kostarika  | 3 | 1 | 0 | 2 | 3  | 11 | –8   | 3    |                         |

| 23. studenoga 2022. 14:00 SEV |             |                    |                                                                              |
| Njemačka                      | 1:2         | Japan              | Međunarodni stadion Khalifa, Doha Broj gledatelja: 42.608 Sudac: Iván Barton |
| Gündoğan 33' (pen.)           | (izvještaj) | Dōan 75' Asano 83' | Međunarodni stadion Khalifa, Doha Broj gledatelja: 42.608 Sudac: Iván Barton |

| 23. studenoga 2022. 17:00 SEV                                                  |             |           |                                                                                         |
| Španjolska                                                                     | 7:0         | Kostarika | Stadion Al Thumama, Doha Broj gledatelja: 40.013 Sudac: Mohammed Abdulla Hassan Mohamed |
| Olmo 11' Asensio 21' F. Torres 31' (pen.), 54' Gavi 74' Soler 90' Morata 90+2' | (izvještaj) |           | Stadion Al Thumama, Doha Broj gledatelja: 40.013 Sudac: Mohammed Abdulla Hassan Mohamed |

| 27. studenoga 2022. 11:00 SEV |             |            |                                                                                |
| Japan                         | 0:1         | Kostarika  | Stadion Ahmad bin Ali, Al Rayyan Broj gledatelja: 41.479 Sudac: Michael Oliver |
|                               | (izvještaj) | Fuller 81' | Stadion Ahmad bin Ali, Al Rayyan Broj gledatelja: 41.479 Sudac: Michael Oliver |

| 27. studenoga 2022. 20:00 SEV |             |              |                                                                        |
| Španjolska                    | 1:1         | Njemačka     | Stadion Al Bayt, Al Khor Broj gledatelja: 68.895 Sudac: Danny Makkelie |
| Morata 62'                    | (izvještaj) | Füllkrug 83' | Stadion Al Bayt, Al Khor Broj gledatelja: 68.895 Sudac: Danny Makkelie |

| 1. prosinca 2022. 20:00 SEV |             |            |                                                                               |
| Japan                       | 2:1         | Španjolska | Međunarodni stadion Khalifa, Doha Broj gledatelja: 44.851 Sudac: Victor Gomes |
| Dōan 48' Tanaka 51'         | (izvještaj) | Morata 11' | Međunarodni stadion Khalifa, Doha Broj gledatelja: 44.851 Sudac: Victor Gomes |

| 1. prosinca 2022. 20:00 SEV |             |                                          |                                                                            |
| Kostarika                   | 2:4         | Njemačka                                 | Stadion Al Bayt, Al Khor Broj gledatelja: 67.054 Sudac: Stéphanie Frappart |
| Tejeda 58' Vargas 70'       | (izvještaj) | Gnabry 10' Havertz 73', 85' Füllkrug 89' | Stadion Al Bayt, Al Khor Broj gledatelja: 67.054 Sudac: Stéphanie Frappart |

### Skupina F
| Poz. | Momčad   | U | P | N | I | G+ | G- | G+/− | Bod. | Nastavak natjecanja     |
| ---- | -------- | - | - | - | - | -- | -- | ---- | ---- | ----------------------- |
| 1.   | Maroko   | 3 | 2 | 1 | 0 | 4  | 1  | +3   | 7    | plasman u osminu finala |
| 2.   | Hrvatska | 3 | 1 | 2 | 0 | 4  | 1  | +3   | 5    | plasman u osminu finala |
| 3.   | Belgija  | 3 | 1 | 1 | 1 | 1  | 2  | –1   | 4    |                         |
| 4.   | Kanada   | 3 | 0 | 0 | 2 | 2  | 7  | –5   | 0    |                         |

| 23. studenoga 2022. 11:00 SEV |             |          |                                                                            |
| Maroko                        | 0:0         | Hrvatska | Stadion Al Bayt, Al Khor Broj gledatelja: 59.407 Sudac: Fernando Rapallini |
|                               | (izvještaj) |          | Stadion Al Bayt, Al Khor Broj gledatelja: 59.407 Sudac: Fernando Rapallini |

| 23. studenoga 2022. 20:00 SEV |             |        |                                                                               |
| Belgija                       | 1:0         | Kanada | Stadion Ahmad bin Ali, Al Rayyan Broj gledatelja: 40.432 Sudac: Janny Sikazwe |
| Batshuayi 44'                 | (izvještaj) |        | Stadion Ahmad bin Ali, Al Rayyan Broj gledatelja: 40.432 Sudac: Janny Sikazwe |

| 27. studenoga 2022. 14:00 SEV |             |                            |                                                                            |
| Belgija                       | 0:2         | Maroko                     | Stadion Al Thumama, Doha Broj gledatelja: 43.738 Sudac: César Arturo Ramos |
|                               | (izvještaj) | Sabiri 73' Aboukhlal 90+2' | Stadion Al Thumama, Doha Broj gledatelja: 43.738 Sudac: César Arturo Ramos |

| 27. studenoga 2022. 17:00 SEV            |             |           |                                                                                 |
| Hrvatska                                 | 4:1         | Kanada    | Međunarodni stadion Khalifa, Doha Broj gledatelja: 44.374 Sudac: Andrés Matonte |
| Kramarić 46', 70' Livaja 44' Majer 90+4' | (izvještaj) | Davies 2' | Međunarodni stadion Khalifa, Doha Broj gledatelja: 44.374 Sudac: Andrés Matonte |

| 1. prosinca 2022. 16:00 SEV |             |         |                                                                                |
| Hrvatska                    | 0:0         | Belgija | Stadion Ahmad bin Ali, Al Rayyan Broj gledatelja: 43.984 Sudac: Anthony Taylor |
|                             | (izvještaj) |         | Stadion Ahmad bin Ali, Al Rayyan Broj gledatelja: 43.984 Sudac: Anthony Taylor |

| 1. prosinca 2022. 16:00 SEV |             |                         |                                                                       |
| Kanada                      | 1:2         | Maroko                  | Stadion Al Thumama, Doha Broj gledatelja: 43.102 Sudac: Raphael Claus |
| Aguerd 40' (ag)             | (izvještaj) | Ziyech 4' En-Nesyri 23' | Stadion Al Thumama, Doha Broj gledatelja: 43.102 Sudac: Raphael Claus |

### Skupina G
| Poz. | Momčad    | U | P | N | I | G+ | G- | G+/− | Bod. | Nastavak natjecanja     |
| ---- | --------- | - | - | - | - | -- | -- | ---- | ---- | ----------------------- |
| 1.   | Brazil    | 3 | 2 | 0 | 1 | 3  | 1  | +2   | 6    | plasman u osminu finala |
| 2.   | Švicarska | 3 | 2 | 0 | 1 | 4  | 3  | +1   | 6    | plasman u osminu finala |
| 3.   | Kamerun   | 3 | 1 | 1 | 1 | 4  | 4  | 0    | 4    |                         |
| 4.   | Srbija    | 3 | 0 | 1 | 2 | 5  | 8  | –3   | 1    |                         |

| 24. studenoga 2022. 11:00 SEV |             |         |                                                                           |
| Švicarska                     | 1:0         | Kamerun | Stadion Al Janoub, Al Wakrah Broj gledatelja: 39.089 Sudac: Facundo Tello |
| Embolo 48'                    | (izvještaj) |         | Stadion Al Janoub, Al Wakrah Broj gledatelja: 39.089 Sudac: Facundo Tello |

| 24. studenoga 2022. 20:00 SEV |             |        |                                                                              |
| Brazil                        | 2:0         | Srbija | Stadion Lusail Iconic, Lusail Broj gledatelja: 88.103 Sudac: Alireza Faghani |
| Richarlison 62', 73'          | (izvještaj) |        | Stadion Lusail Iconic, Lusail Broj gledatelja: 88.103 Sudac: Alireza Faghani |

| 28. studenoga 2022. 11:00 SEV                   |             |                                                          |                                                                   |
| Kamerun                                         | 3:3         | Srbija                                                   | Stadion 974, Doha Broj gledatelja: 39.789 Sudac: Mohammed Abdulla |
| Castelletto 29' Aboubakar 63' Choupo-Moting 66' | (izvještaj) | Pavlović 45+1' S. Milinković-Savić 45+3' A. Mitrović 53' | Stadion 974, Doha Broj gledatelja: 39.789 Sudac: Mohammed Abdulla |

| 28. studenoga 2022. 17:00 SEV |             |           |                                                              |
| Brazil                        | 1:0         | Švicarska | Stadion 974, Doha Broj gledatelja: 43.649 Sudac: Iván Barton |
| Casemiro 83'                  | (izvještaj) |           | Stadion 974, Doha Broj gledatelja: 43.649 Sudac: Iván Barton |

| 2. prosinca 2022. 20:00 SEV  |             |                                    |                                                                     |
| Srbija                       | 2:3         | Švicarska                          | Stadion 974, Doha Broj gledatelja: 41.378 Sudac: Fernando Rapallini |
| A. Mitrović 26' Vlahović 35' | (izvještaj) | Shaqiri 20' Embolo 44' Freuler 48' | Stadion 974, Doha Broj gledatelja: 41.378 Sudac: Fernando Rapallini |

| 2. prosinca 2022. 20:00 SEV |             |        |                                                                            |
| Kamerun                     | 1:0         | Brazil | Stadion Lusail Iconic, Lusail Broj gledatelja: 85.986 Sudac: Ismail Elfath |
| Aboubakar 90+2'             | (izvještaj) |        | Stadion Lusail Iconic, Lusail Broj gledatelja: 85.986 Sudac: Ismail Elfath |

### Skupina H
| Poz. | Momčad       | U | P | N | I | G+ | G- | G+/− | Bod.  | Nastavak natjecanja     |
| ---- | ------------ | - | - | - | - | -- | -- | ---- | ----- | ----------------------- |
| 1.   | Portugal     | 3 | 2 | 0 | 1 | 6  | 4  | +2   | 6     | plasman u osminu finala |
| 2.   | Južna Koreja | 3 | 1 | 1 | 1 | 4  | 4  | 0    | 04 ↓1 | plasman u osminu finala |
| 3.   | Urugvaj      | 3 | 1 | 1 | 1 | 2  | 2  | 0    | 4     |                         |
| 4.   | Gana         | 3 | 1 | 0 | 2 | 5  | 7  | –2   | 3     |                         |

↑1  Unatoč istoj gol-razlici, po kriteriju danog broja golova Južna Koreja je osvojila 2. mjesto u skupini, ispred Urugvaja.
| 24. studenoga 2022. 14:00 SEV |             |              |                                                                                 |
| Urugvaj                       | 0:0         | Južna Koreja | Stadion Education City, Al Rayyan Broj gledatelja: 41.663 Sudac: Clément Turpin |
|                               | (izvještaj) |              | Stadion Education City, Al Rayyan Broj gledatelja: 41.663 Sudac: Clément Turpin |

| 24. studenoga 2022. 17:00 SEV         |             |                        |                                                                |
| Portugal                              | 3:2         | Gana                   | Stadion 974, Doha Broj gledatelja: 42.662 Sudac: Ismail Elfath |
| Ronaldo 65' (pen.) Félix 78' Leão 80' | (izvještaj) | A. Ayew 73' Bukari 89' | Stadion 974, Doha Broj gledatelja: 42.662 Sudac: Ismail Elfath |

| 28. studenoga 2022. 14:00 SEV |             |                           |                                                                                 |
| Južna Koreja                  | 2:3         | Gana                      | Stadion Education City, Al Rayyan Broj gledatelja: 43.983 Sudac: Anthony Taylor |
| Cho Gue-sung 58', 61'         | (izvještaj) | Salisu 24' Kudus 34', 68' | Stadion Education City, Al Rayyan Broj gledatelja: 43.983 Sudac: Anthony Taylor |

| 28. studenoga 2022. 20:00 SEV |             |         |                                                                              |
| Portugal                      | 2:0         | Urugvaj | Stadion Lusail Iconic, Lusail Broj gledatelja: 88.668 Sudac: Alireza Faghani |
| Fernandes 54', 90+3' (pen.)   | (izvještaj) |         | Stadion Lusail Iconic, Lusail Broj gledatelja: 88.668 Sudac: Alireza Faghani |

| 2. prosinca 2022. 16:00 SEV |             |                        |                                                                            |
| Gana                        | 0:2         | Urugvaj                | Stadion Al Janoub, Al Wakrah Broj gledatelja: 43.443 Sudac: Daniel Siebert |
|                             | (izvještaj) | De Arrascaeta 26', 32' | Stadion Al Janoub, Al Wakrah Broj gledatelja: 43.443 Sudac: Daniel Siebert |

| 2. prosinca 2022. 16:00 SEV             |             |          |                                                                                |
| Južna Koreja                            | 2:1         | Portugal | Stadion Education City, Al Rayyan Broj gledatelja: 44.097 Sudac: Facundo Tello |
| Kim Young-gwon 27' Hwang Hee-chan 90+1' | (izvještaj) | Horta 5' | Stadion Education City, Al Rayyan Broj gledatelja: 44.097 Sudac: Facundo Tello |

## Drugi dio prvenstva
|  | Osmina finala                           | Osmina finala                       |                                  |       | Četvrtfinale | Četvrtfinale |                                    |                                    | Polufinale | Polufinale |  |  | Finale | Finale |
|  |                                         |                                     |                                  |       |              |              |                                    |                                    |            |            |  |  |        |        |
|  | 3. prosinca – Al Rayyan (Khalifa)       |                                     |                                  |       |              |              |                                    |                                    |            |            |  |  |        |        |
|  |                                         |                                     |                                  |       |              |              |                                    |                                    |            |            |  |  |        |        |
|  | Nizozemska                              | 3                                   |                                  |       |              |              |                                    |                                    |            |            |  |  |        |        |
|  | Nizozemska                              | 3                                   | 9. prosinca – Lusail             |       |              |              |                                    |                                    |            |            |  |  |        |        |
|  | SAD                                     | 1                                   |                                  |       |              |              |                                    |                                    |            |            |  |  |        |        |
|  | SAD                                     | 1                                   | Nizozemska                       | 2 (3) |              |              |                                    |                                    |            |            |  |  |        |        |
|  | 3. prosinca – Al Rayyan (Ahmad bin Ali) |                                     | Nizozemska                       | 2 (3) |              |              |                                    |                                    |            |            |  |  |        |        |
|  |                                         | Argentina (p)                       | 2 (4)                            |       |              |              |                                    |                                    |            |            |  |  |        |        |
|  | Argentina                               | Argentina (p)                       | 2 (4)                            | 2     |              |              |                                    |                                    |            |            |  |  |        |        |
|  | Argentina                               |                                     | 13. prosinca – Lusail            | 2     |              |              |                                    |                                    |            |            |  |  |        |        |
|  | Australija                              | 1                                   |                                  |       |              |              |                                    |                                    |            |            |  |  |        |        |
|  | Australija                              | 1                                   | Argentina                        | 3     |              |              |                                    |                                    |            |            |  |  |        |        |
|  | 5. prosinca – Al Wakrah                 |                                     | Argentina                        | 3     |              |              |                                    |                                    |            |            |  |  |        |        |
|  |                                         | Hrvatska                            | 0                                |       |              |              |                                    |                                    |            |            |  |  |        |        |
|  | Japan                                   | Hrvatska                            | 0                                | 1 (1) |              |              |                                    |                                    |            |            |  |  |        |        |
|  | Japan                                   | 9. prosinca – Al Rayyan (Education) |                                  | 1 (1) |              |              |                                    |                                    |            |            |  |  |        |        |
|  | Hrvatska (p)                            | 1 (3)                               |                                  |       |              |              |                                    |                                    |            |            |  |  |        |        |
|  | Hrvatska (p)                            | 1 (3)                               | Hrvatska (p)                     | 1 (4) |              |              |                                    |                                    |            |            |  |  |        |        |
|  | 5. prosinca – Doha (974)                |                                     | Hrvatska (p)                     | 1 (4) |              |              |                                    |                                    |            |            |  |  |        |        |
|  |                                         | Brazil                              | 1 (2)                            |       |              |              |                                    |                                    |            |            |  |  |        |        |
|  | Brazil                                  | Brazil                              | 1 (2)                            | 4     |              |              |                                    |                                    |            |            |  |  |        |        |
|  | Brazil                                  |                                     | 18. prosinca – Lusail            | 4     |              |              |                                    |                                    |            |            |  |  |        |        |
|  | Južna Koreja                            | 1                                   |                                  |       |              |              |                                    |                                    |            |            |  |  |        |        |
|  | Južna Koreja                            | 1                                   | Argentina                        | 3 (4) |              |              |                                    |                                    |            |            |  |  |        |        |
|  | 4. prosinca – Al Khor                   |                                     | Argentina                        | 3 (4) |              |              |                                    |                                    |            |            |  |  |        |        |
|  |                                         | Francuska                           | 3 (2)                            |       |              |              |                                    |                                    |            |            |  |  |        |        |
|  | Engleska                                | Francuska                           | 3 (2)                            | 3     |              |              |                                    |                                    |            |            |  |  |        |        |
|  | Engleska                                | 10. prosinca – Al Khor              |                                  | 3     |              |              |                                    |                                    |            |            |  |  |        |        |
|  | Senegal                                 | 0                                   |                                  |       |              |              |                                    |                                    |            |            |  |  |        |        |
|  | Senegal                                 | 0                                   | Engleska                         | 1     |              |              |                                    |                                    |            |            |  |  |        |        |
|  | 4. prosinca – Doha (Al Thumama)         |                                     | Engleska                         | 1     |              |              |                                    |                                    |            |            |  |  |        |        |
|  |                                         | Francuska                           | 2                                |       |              |              |                                    |                                    |            |            |  |  |        |        |
|  | Francuska                               | Francuska                           | 2                                | 3     |              |              |                                    |                                    |            |            |  |  |        |        |
|  | Francuska                               |                                     | 14. prosinca – Al Khor           | 3     |              |              |                                    |                                    |            |            |  |  |        |        |
|  | Poljska                                 | 1                                   |                                  |       |              |              |                                    |                                    |            |            |  |  |        |        |
|  | Poljska                                 | 1                                   | Francuska                        | 2     |              |              |                                    |                                    |            |            |  |  |        |        |
|  | 6. prosinca – Al Rayyan (Education)     |                                     | Francuska                        | 2     |              |              |                                    |                                    |            |            |  |  |        |        |
|  |                                         | Maroko                              | 0                                |       | Za 3. mjesto | Za 3. mjesto |                                    |                                    |            |            |  |  |        |        |
|  | Maroko (p)                              | Maroko                              | 0                                | 0 (3) | Za 3. mjesto | Za 3. mjesto |                                    |                                    |            |            |  |  |        |        |
|  | Maroko (p)                              | 10. prosinca – Doha (Al Thumama)    | 10. prosinca – Doha (Al Thumama) | 0 (3) |              |              | 17. prosinca – Al Rayyan (Khalifa) | 17. prosinca – Al Rayyan (Khalifa) |            |            |  |  |        |        |
|  | Španjolska                              | 10. prosinca – Doha (Al Thumama)    | 10. prosinca – Doha (Al Thumama) | 0 (0) |              |              | 17. prosinca – Al Rayyan (Khalifa) | 17. prosinca – Al Rayyan (Khalifa) |            |            |  |  |        |        |
|  | Španjolska                              | Maroko                              | 1                                | 0 (0) | Hrvatska     | 2            |                                    |                                    |            |            |  |  |        |        |
|  | 6. prosinca – Lusail                    | Maroko                              | 1                                |       | Hrvatska     | 2            |                                    |                                    |            |            |  |  |        |        |
|  |                                         | Portugal                            | 0                                |       | Maroko       | 1            |                                    |                                    |            |            |  |  |        |        |
|  | Portugal                                | Portugal                            | 0                                | 6     | Maroko       | 1            |                                    |                                    |            |            |  |  |        |        |
|  | Portugal                                |                                     |                                  | 6     |              |              |                                    |                                    |            |            |  |  |        |        |
|  | Švicarska                               | 1                                   |                                  |       |              |              |                                    |                                    |            |            |  |  |        |        |
|  | Švicarska                               | 1                                   |                                  |       |              |              |                                    |                                    |            |            |  |  |        |        |

### Osmina finala
| 3. prosinca 2022. 16:00 (SEV)      |             |            |                                                                                      |
| Nizozemska                         | 3:1         | SAD        | Međunarodni stadion Khalifa, Al Rayyan Broj gledatelja: 44.846 Sudac: Wilton Sampaio |
| Depay 10' Blind 45+1' Dumfries 81' | (izvještaj) | Wright 76' | Međunarodni stadion Khalifa, Al Rayyan Broj gledatelja: 44.846 Sudac: Wilton Sampaio |

| 3. prosinca 2022. 20:00 (SEV) |             |                      |                                                                                  |
| Argentina                     | 2:1         | Australija           | Stadion Ahmad bin Ali, Al Rayyan Broj gledatelja: 45.032 Sudac: Szymon Marciniak |
| Messi 35' Álvarez 57'         | (izvještaj) | Fernández 77' (a.g.) | Stadion Ahmad bin Ali, Al Rayyan Broj gledatelja: 45.032 Sudac: Szymon Marciniak |

| 4. prosinca 2022. 16:00 (SEV) |             |                          |                                                                          |
| Francuska                     | 3:1         | Poljska                  | Stadion Al Thumama, Doha Broj gledatelja: 40.989 Sudac: Jesús Valenzuela |
| Giroud 44' Mbappé 74', 90+1'  | (izvještaj) | Lewandowski 90+9' (pen.) | Stadion Al Thumama, Doha Broj gledatelja: 40.989 Sudac: Jesús Valenzuela |

| 4. prosinca 2022. 20:00 (SEV)     |             |         |                                                                     |
| Engleska                          | 3:0         | Senegal | Stadion Al Bayt, Al Khor Broj gledatelja: 65.985 Sudac: Iván Barton |
| Henderson 38' Kane 45+3' Saka 57' | (izvještaj) |         | Stadion Al Bayt, Al Khor Broj gledatelja: 65.985 Sudac: Iván Barton |

| 5. prosinca 2022. 16:00 (SEV) |             |             |                                                                           |
| Japan                         | 1:1 (pr.)   | Hrvatska    | Stadion Al Janoub, Al Wakrah Broj gledatelja: 42.523 Sudac: Ismail Elfath |
| Maeda 43'                     | (izvještaj) | Perišić 55' | Stadion Al Janoub, Al Wakrah Broj gledatelja: 42.523 Sudac: Ismail Elfath |

|                               |     | jedanaesterci                  |  |  |
| Minamino Mitoma Asano Yoshida | 1:3 | Vlašić Brozović Livaja Pašalić |  |  |
|                               |     |                                |  |  |

| 5. prosinca 2022. 20:00 (SEV)                      |             |                   |                                                                 |
| Brazil                                             | 4:1         | Južna Koreja      | Stadion 974, Doha Broj gledatelja: 43.847 Sudac: Clément Turpin |
| Vinícius 7' Neymar 13' Richarlison 29' Paquetá 36' | (izvještaj) | Paik Seung-ho 76' | Stadion 974, Doha Broj gledatelja: 43.847 Sudac: Clément Turpin |

| 6. prosinca 2022. 16:00 (SEV) |             |            |                                                                                     |
| Maroko                        | 0:0 (pr.)   | Španjolska | Stadion Education City, Al Rayyan Broj gledatelja: 44.667 Sudac: Fernando Rapallini |
|                               | (izvještaj) |            | Stadion Education City, Al Rayyan Broj gledatelja: 44.667 Sudac: Fernando Rapallini |

|                             |     | jedanaesterci          |  |  |
| Sabiri Ziyech Benoun Hakimi | 3:0 | Sarabia Soler Busquets |  |  |
|                             |     |                        |  |  |

| 6. prosinca 2022. 20:00 (SEV)                         |             |            |                                                                                 |
| Portugal                                              | 6:1         | Švicarska  | Stadion Lusail Iconic, Lusail Broj gledatelja: 83.720 Sudac: César Arturo Ramos |
| Ramos 17', 51', 67' Pepe 33' Guerreiro 55' Leão 90+2' | (izvještaj) | Akanji 58' | Stadion Lusail Iconic, Lusail Broj gledatelja: 83.720 Sudac: César Arturo Ramos |

### Četvrtfinale
| 9. prosinca 2022. 16:00 SEV |             |               |                                                                                 |
| Hrvatska                    | 1:1 (pr.)   | Brazil        | Stadion Education City, Al Rayyan Broj gledatelja: 43.893 Sudac: Michael Oliver |
| Petković 117'               | (izvještaj) | Neymar 105+1' | Stadion Education City, Al Rayyan Broj gledatelja: 43.893 Sudac: Michael Oliver |

|                           |     | jedanaesterci                     |  |  |
| Vlašić Majer Modrić Oršić | 4:2 | Rodrygo Casemiro Pedro Marquinhos |  |  |
|                           |     |                                   |  |  |

| 9. prosinca 2022. 20:00 SEV |             |                             |                                                                                  |
| Nizozemska                  | 2:2 (pr.)   | Argentina                   | Stadion Lusail Iconic, Lusail Broj gledatelja: 88.235 Sudac: Antonio Mateu Lahoz |
| Weghorst 83', 90+11'        | (izvještaj) | Molina 35' Messi 73' (pen.) | Stadion Lusail Iconic, Lusail Broj gledatelja: 88.235 Sudac: Antonio Mateu Lahoz |

|                                                   |     | jedanaesterci                                |  |  |
| Van Dijk Berghuis Koopmeiners Weghorst L. de Jong | 3:4 | Messi Paredes Montiel Fernández La. Martinez |  |  |
|                                                   |     |                                              |  |  |

| 10. prosinca 2022. 16:00 SEV |             |          |                                                                       |
| Maroko                       | 1:0         | Portugal | Stadion Al Thumama, Doha Broj gledatelja: 44.198 Sudac: Facundo Tello |
| En-Nesyri 42'                | (izvještaj) |          | Stadion Al Thumama, Doha Broj gledatelja: 44.198 Sudac: Facundo Tello |

| 10. prosinca 2022. 20:00 SEV |             |                           |                                                                        |
| Engleska                     | 1:2         | Francuska                 | Stadion Al Bayt, Al Khor Broj gledatelja: 68.895 Sudac: Wilton Sampaio |
| Kane 54' (pen.)              | (izvještaj) | Tchouaméni 17' Giroud 78' | Stadion Al Bayt, Al Khor Broj gledatelja: 68.895 Sudac: Wilton Sampaio |

### Polufinale
| 13. prosinca 2022. 20:00   |             |          |                                                                             |
| Argentina                  | 3:0         | Hrvatska | Stadion Lusail Iconic, Lusail Broj gledatelja: 88.966 Sudac: Daniele Orsato |
| Messi 34' Álvarez 39', 69' | (izvještaj) |          | Stadion Lusail Iconic, Lusail Broj gledatelja: 88.966 Sudac: Daniele Orsato |

| 14. prosinca 2022. 20:00       |             |        |                                                                            |
| Francuska                      | 2:0         | Maroko | Stadion Al Bayt, Al Khor Broj gledatelja: 68.294 Sudac: César Arturo Ramos |
| T. Hernandez 5' Kolo Muani 79' | (izvještaj) |        | Stadion Al Bayt, Al Khor Broj gledatelja: 68.294 Sudac: César Arturo Ramos |

### Utakmica za 3. mjesto
| 17. prosinca 2022. 16:00 |             |         |                                                                                             |
| Hrvatska                 | 2:1         | Maroko  | Međunarodni stadion Khalifa, Al Rayyan Broj gledatelja: 44.137 Sudac: Abdulrahman Al-Jassim |
| Gvardiol 7' Oršić 42'    | (izvještaj) | Dari 9' | Međunarodni stadion Khalifa, Al Rayyan Broj gledatelja: 44.137 Sudac: Abdulrahman Al-Jassim |

### Finale
| 18. prosinca 2022. 16:00            |             |                                     |                                                                               |
| Argentina                           | 3:3 (pr.)   | Francuska                           | Stadion Lusail Iconic, Lusail Broj gledatelja: 88.966 Sudac: Szymon Marciniak |
| Messi 23' (pen.), 108' Di María 36' | (izvještaj) | Mbappé 80' (pen.), 81', 118' (pen.) | Stadion Lusail Iconic, Lusail Broj gledatelja: 88.966 Sudac: Szymon Marciniak |

|                              |     | jedanaesterci                      |  |  |
| Messi Dybala Paredes Montiel | 4:2 | Mbappé Coman Tchouaméni Kolo Muani |  |  |
|                              |     |                                    |  |  |

## Statistika

### Strijelci
Zabijena su 172 gola u 64 utakmice. Prosječan broj golova po utakmici iznosio je 2,69.
8 golova:
- Kylian Mbappé

7 golova:
- Lionel Messi

4 gola:
- Julián Álvarez
- Olivier Giroud

3 gola:
- Richarlison
- Enner Valencia
- Bukayo Saka
- Marcus Rashford
- Cody Gakpo
- Gonçalo Ramos
- Álvaro Morata

2 gola:
- Neymar
- Harry Kane
- Mohammed Kudus
- Andrej Kramarić
- Mehdi Taremi
- Ritsu Dōan
- Vincent Aboubakar
- Cho Gue-sung
- Youssef En-Nesyri
- Wout Weghorst
- Niclas Füllkrug
- Kai Havertz
- Robert Lewandowski
- Bruno Fernandes
- Rafael Leão
- Salem Al-Dawsari
- Aleksandar Mitrović
- Ferran Torres
- Breel Embolo
- Giorgian de Arrascaeta

1 gol:
- Ángel Di María
- Enzo Fernández
- Alexis Mac Allister
- Nahuel Molina
- Mitchell Duke
- Craig Goodwin
- Mathew Leckie
- Michy Batshuayi
- Neymar
- Lucas Paquetá
- Casemiro
- Vinícius Júnior
- Andreas Christensen
- Moisés Caicedo
- Jude Bellingham
- Phil Foden
- Jack Grealish
- Jordan Henderson
- Raheem Sterling
- Théo Hernandez
- Randal Kolo Muani
- Adrien Rabiot
- Aurélien Tchouaméni
- André Ayew
- Osman Bukari
- Mohammed Salisu
- Marko Livaja
- Lovro Majer
- Ivan Perišić
- Bruno Petković
- Mislav Oršić
- Joško Gvardiol
- Rouzbeh Cheshmi
- Ramin Rezaeian
- Takuma Asano
- Daizen Maeda
- Ao Tanaka
- Hwang Hee-chan
- Kim Young-gwon
- Paik Seung-ho
- Jean-Charles Castelletto
- Eric Maxim Choupo-Moting
- Alphonso Davies
- Mohammed Muntari
- Keysher Fuller
- Yeltsin Tejeda
- Juan Pablo Vargas
- Zakaria Aboukhlal
- Abdelhamid Sabiri
- Hakim Ziyech
- Achraf Diam
- Henry Martín
- Luis Chávez
- Daley Blind
- Memphis Depay
- Denzel Dumfries
- Frenkie de Jong
- Davy Klaassen
- Serge Gnabry
- İlkay Gündoğan
- Piotr Zieliński
- João Félix
- Bruno Fernandes
- Raphaël Guerreiro
- Ricardo Horta
- Pepe
- Christian Pulišić
- Timothy Weah
- Haji Wright
- Saleh Al-Shehri
- Boulaye Dia
- Famara Diédhiou
- Bamba Dieng
- Kalidou Koulibaly
- Ismaïla Sarr
- Strahinja Pavlović
- Sergej Milinković-Savić
- Dušan Vlahović
- Marco Asensio
- Gavi
- Dani Olmo
- Carlos Soler
- Manuel Akanji
- Remo Freuler
- Xherdan Shaqiri
- Wahbi Khazri
- Gareth Bale

1 autogol:
- Enzo Fernández (protiv Australije)
- Nayef Aguerd (protiv Kanade)

## Nagrade
Na Svjetskom prvenstvu 2022. dodijeljene su sljedeće nagrade:
| Zlatna lopta                                 | Srebrna lopta                                | Brončana lopta                            |
| -------------------------------------------- | -------------------------------------------- | ----------------------------------------- |
| Lionel Messi                                 | Kylian Mbappé                                | Luka Modrić                               |
| Zlatna kopačka                               | Srebrna kopačka                              | Brončana kopačka                          |
| Kylian Mbappé                                | Lionel Messi                                 | Olivier Giroud                            |
| 8 golova, 2 asistencije 597 odigranih minuta | 7 golova, 3 asistencije 690 odigranih minuta | 4 gola, 0 asistencija 423 odigrane minute |
| Zlatna rukavica                              |                                              |                                           |
| Emiliano Martínez                            |                                              |                                           |
| Najbolji mladi igrač                         |                                              |                                           |
| Enzo Fernández                               |                                              |                                           |
| FIFA Fair Play nagrada                       |                                              |                                           |
| Engleska                                     |                                              |                                           |

Gol Richarlisona u utakmici grupne faze protiv Srbije odabran je za najbolji gol natjecanja na temelju elektroničkog glasovanja.

## Kontroverze
Po proglašenju Katara domaćinom svjetskog nogometnog prvenstva, niz organizacija i medija izrazili su zabrinutost o prikladnosti Katara da organizira natjecanje zbog brojnih primjera kršenja prava stranih radnika i neprikladnih radnih uvjeta te prava članova LGBT zajednice zbog činjenice da je homoseksualnost zakonski kažnjiva u Kataru.
Zbog izbora, FIFA-ine službenike se optuživalo za korupciju te da su dopustili Kataru da "kupi" svjetsko prvenstvo. U ožujku 2016., Amnesty International je optužio Katar za prisiljavanje stranih radnika na rad i život u lošim uvjetima te zadržavanje njihovih plaća i putovnica. Britanski list The Guardian je u veljači 2021. objavio da je više od 6500 imigranata umrlo u Kataru od početka priprema za Svjetsko prvenstvo.
Na početku europskih kvalifikacija, igrači reprezentacija Norveške i Njemačke su natpisima na dresovima izrazili nezadovoljstvo organizacijom Svjetskog prvenstva u Kataru te njihovim nepoštivanjem ljudskih prava.

## Vanjske poveznice
- Službene mrežne stranice  Arhivirana inačica izvorne stranice od 31. prosinca 2021. (Wayback Machine) (engl.)